# Nu Ceti
Nu Ceti (78 Ceti) é uma estrela dupla na direção da constelação de Cetus. Possui uma ascensão reta de 02h 35m 52.49s e uma declinação de +05° 35′ 35.9″. Sua magnitude aparente é igual a 4.87. Considerando sua distância de 372 anos-luz em relação à Terra, sua magnitude absoluta é igual a −0.42. Pertence à classe espectral G8III.